# Leucosporidiales
Leucosporidiales är en ordning av svampar. Leucosporidiales ingår i klassen Microbotryomycetes, divisionen basidiesvampar och riket svampar.
|                  | Sporidiobolales                     |
|                  |                                     |
|                  | Microbotryales                      |
|                  |                                     |
| Leucosporidiales | \| \| Leucosporidiaceae \| \| \| \| |
|                  | \| \| Leucosporidiaceae \| \| \| \| |
|                  | Heterogastridiales                  |
|                  |                                     |
|                  | Atractocolax                        |
|                  |                                     |
|                  | Curvibasidium                       |
|                  |                                     |
|                  | Kriegeria                           |
|                  |                                     |
|                  | Crucella                            |
|                  |                                     |
|                  | Camptobasidium                      |
|                  |                                     |
|                  | Leucosporidiaceae                   |
|                  |                                     |

|  | Leucosporidiaceae |
|  |                   |